# Navbahor Namangan
Navbahor Namangan (uzbeckou cyrilicí ПФК Навбаҳор Наманган) je uzbecký fotbalový klub z města Namangan v Namanganské oblasti na východě Uzbekistánu. Byl založen v roce 1978 (webová stránka Uzbecké profesionální fotbalové ligy však uvádí letopočet založení 1974). Název vychází z uzbeckého nav bahor (česky nové jaro).
Svá domácí utkání hraje na stadionu Navbahor s kapacitou cca 28 460 diváků. Klubové barvy jsou bílá a zelená.

## Úspěchy
- 1× vítěz Oʻzbekiston Professional Futbol Ligasi (1996)[3]
- 3× vítěz uzbeckého fotbalového poháru (1992, 1995, 1998)[4]
- 1× vítěz uzbeckého Superpoháru (1999)[5]